# Ågerup (Holbæk Kommune)
 For alternative betydninger, se Ågerup. (Se også artikler, som begynder med Ågerup)
 Ågerup er en bebyggelse i Ågerup Sogn i Nordvestsjælland. Der bor ca. 500 mennesker og er omkring 200 huse (i hele sognet). Ågerup er smeltet sammen med Vipperød til ét samlet byområde. I bebyggelsen ligger Ågerup Kirke, og der er skole samt en rideskole. Bydelen ligger i Holbæk Kommune og hører til Region Sjælland.

## Eksterne links
- Kirkerne i Vipperød – officiel website for Ågerup samt Sdr. Asmindrup & Grandløse sogne og kirker

55°39′44″N 11°45′31″Ø / 55.66222°N 11.75861°Ø